# Maisie Richardson-Sellers
Maisie Richardson-Sellers   (Londres, 2 de març de 1992) és una actriu anglesa, coneguda per interpretar a Rebekah Mikaelson en The Originals.

## Biografia
Richardson-Sellers és filla d'actors de teatre, sempre va estar prop del teatre i va començar a actuar des d'edat primerenca. En 2013, es va graduar de la Universitat d'Oxford en Arqueologia i Antropologia en la qual va participar i va dirigir diverses obres com: Mephisto, Chatroom i There Will Be Xarxa.
Carrera
Després de graduar-se a la universitat, Richardson-Sellers va fer el seu primer paper en la seqüela de Star Wars Star Wars: The Force Awakens. Després d'acabar el rodatge d'aquesta pel·lícula, Richardson-Sellers va ser triada per interpretar a Rebekah Mikaelson en la sèrie de The CW The Originals.
El març de 2015, es va donar a conèixer que Richardson-Sellers va ser contractada per donar vida a Michal en el drama de l'ABC Of Kings and Prophets, escrit per Adam Cooper i Bill Collage.
Uns altres dels seus crèdits inclouen els curtmetratges Music Wherever She Goes, Americà and Rum, The Five Year Cycle i la pel·lícula Magpie.

## Filmografia
| Cinema       | Cinema                                     | Cinema                         | Cinema          |
| Any          | Pel·lícula                                 | Rol                            | Notes           |
| ------------ | ------------------------------------------ | ------------------------------ | --------------- |
| 2012         | Music Wherever She Goes                    | Curtmetratge                   |                 |
| 2012         | Our First World                            | Curtmetratge                   |                 |
| 2013         | Americà and Rum                            | Ellie                          | Curtmetratge    |
| 2013         | The Five Year Cycle                        | Curtmetratge                   |                 |
| 2014         | Magpie                                     |                                |                 |
| 2015         | Star Wars: Episode VII - The Force Awakens | Korr Sella                     |                 |
| Televisió    |                                            |                                |                 |
| Any          | Títol                                      | Rol                            | Notes           |
| 2014-present | The Originals                              | Eva Sinclair/Rebekah Mikaelson | Elenc recurrent |
| 2015         | Of Kings and Prophets                      | Michal                         | Elenc principal |